# Mercenaires allemands au Canada
 (décembre 2011).
Au moment de la guerre d'indépendance des États-Unis (1775-1783), les Britanniques ont engagé environ 30 000 mercenaires allemands. Un tiers de ces mercenaires étaient basés dans la Province de Québec (1763-1791). Commandés par le général Friedrich Adolf Riedesel, ils sont intervenus contre les colons révoltés des treize colonies, principalement au début de la guerre, et ont passé sept hivers parmi la population canadienne. Plus de 2 000 d'entre eux s'y sont finalement établis. Leur apport démographique et culturel y est aujourd'hui reconnu à titre d'événement historique national.

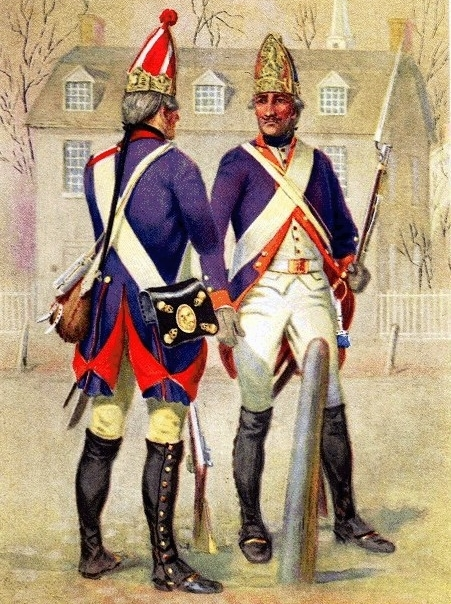
Soldats hessois, illustration du XVIIIe siècle.

## Contexte
Le terme « mercenaire » est devenu récemment péjoratif, mais à l'époque où la notion de patrie n'avait pas la rigueur d'aujourd'hui, il n'avait pas cette connotation péjorative. Les nobles, dont les armes étaient le métier, allaient couramment se former durant leur carrière, là où il y avait guerre, au service de tel ou tel prince ou État ; il n'y avait à cela aucune honte, bien au contraire : on revenait avec un grade ou du prestige. La Fayette, bien payé par le Congrès, était un mercenaire, Haldimand aussi.
Débarrassées au Nord d'une menace de tous les instants, après la défaite française de 1760, les colonies du Sud devaient néanmoins faire les frais de la guerre de la Conquête. En effet, la dette nationale avait considérablement augmenté depuis celle-ci et la mère patrie n'était plus en mesure d'en assumer seule le lourd fardeau. Aussi exigeait-elle des coloniaux, par voie d'impôt, leur part des dépenses engagées.
Durant les années qui suivirent, le Parlement anglais vota une série de lois les Actes intolérables, qui soulevèrent le mécontentement général et provoquèrent la tenue d'un premier Congrès général à Philadelphie, le 4 septembre 1774. Bien qu'il en résultât une Déclaration des droits qui niait l'autorité du roi anglais dans les affaires américaines, « No Taxation without Representation », le Congrès tenta un dernier rapprochement avec la Couronne anglaise et lui offrit la négociation. Cependant, George III n'avait que faire d'une négociation et était fermement décidé à en finir par la force. Aussi fit-il déambuler dans les rues de Boston la petite armée provocatrice du général Gage.
Puisque le Congrès américain voyait d'un très bon œil l'appui des Canadiens à sa cause, il fut décidé de leur adresser un message dont la résolution finale fut adoptée le 26 octobre 1774. Maladroitement synchronisé toutefois, l'envoi de ce dernier suivit de quelques jours à peine la dénonciation américaine du « Quebec Act », ce qui fit dire à l'historien François-Xavier Garneau : « Le langage n'aurait été que fanatique si ceux qui le tinrent eussent été sérieux, il était insensé et puéril dans la bouche d'hommes qui songeaient alors à inviter les Canadiens à embrasser leur cause. »

## Origine des mercenaires allemands
À l'époque de la révolution américaine (1775-1783), le Saint-Empire romain germanique est composé d'une multitude d'États disproportionnés aussi bien en population (± 20 millions d'habitants) qu'en territoires (plusieurs centaines). Ces territoires se définissent comme principautés, électorats, duchés, langraviats, évêchés, abbayes, seigneuries ou encore villes libres qui sont dirigées tantôt par des laïcs, tantôt par des ecclésiastiques d'appartenance protestantes ou catholiques. La Diète d'Empire, assemblée de ces États a à sa tête un empereur. 

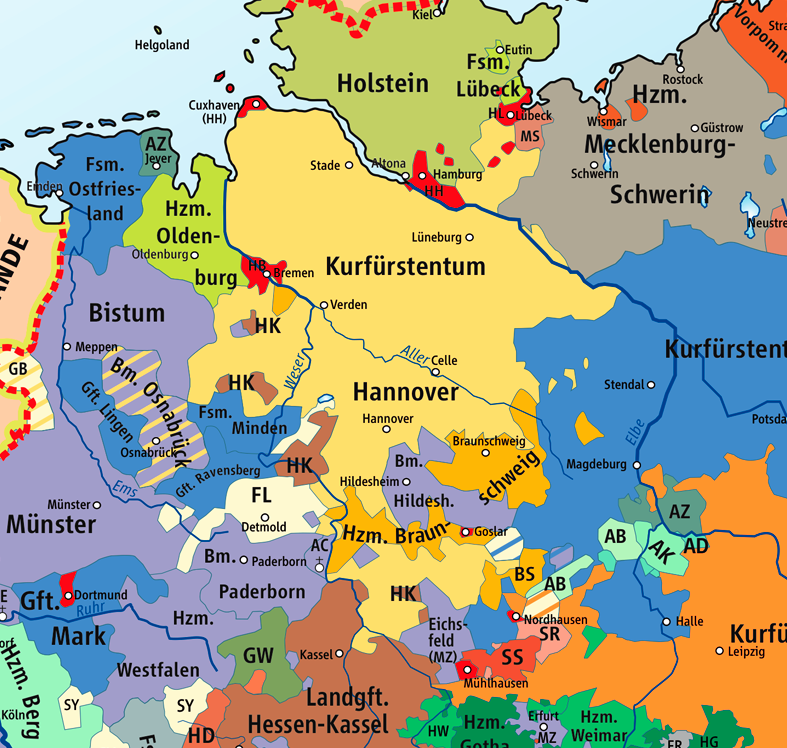
Brunswick-Wolfenbüttel, landgraviat de Hesse-Cassel, et Électorat de Hanovre en 1789

Chacun de ces États, aussi minuscule soit-il, a carte blanche en ce qui concerne les alliances, les ambassades et le droit de faire la guerre si cela, bien sûr, ne vient pas en contradiction directe avec l'Empire. C'est ainsi que le duché de Brunswick-Wolfenbüttel, le Comté de Hesse-Hanau, l'État d'Anhalt-Zerbst, le landgraviat de Hesse-Cassel, le margraviat d'Anspach-Bayreuth, la principauté de Waldeck et l'Électorat de Hanovre seront les principaux fournisseurs de soldats pour les troupes allemandes. Les quatre premiers sont ceux qui ont envoyé le plus d'hommes au Québec. Alors que dans les Colonies du Sud ont désignera ces soldats comme des « Hessians » (la Hesse-Cassel ayant contribué au plus grand nombre), au Québec ils seront désignés sous l'appellation de « Brunswikers ».
À l'exception de ceux pour qui une aventure en Amérique pouvait avoir un certain attrait, il semble que les volontaires ont été peu nombreux. Comme on l'avait fait cent ans auparavant pour grossir les rangs du régiment de Carignan-Salières, la ruse, la fraude, la force, l'enlèvement, sont utilisés lorsque la persuasion est insuffisante. C'était d'ailleurs dans les mœurs de l'époque de procéder ainsi[réf. nécessaire].
Tel n'est pas le cas des soldats réguliers, des officiers et des hauts gradés, pour qui une campagne militaire à l'étranger signifiait un dérivatif à la monotone vie de garnison et des opportunités d'avancement plus rapide. Pour plusieurs, la permission d'amener femme et enfants a probablement facilité la décision à prendre ; plus d'une centaine d'épouses ont ainsi accompagné leur mari au Québec. Ajoutons que, parmi les recrues, il y a une forte proportion d'étrangers. Ils proviennent principalement des États germaniques voisins, mais aussi des pays européens limitrophes.
« L’Angleterre ne renoncera jamais à ses colonies », avait lancé George III, poussé par l'enjeu d'instaurer une monarchie totale dans son royaume ; puis il avait ajouté qu'il se ferait respecter par les armes. Néanmoins, cette force annoncée par le roi, l'Angleterre ne la possède tout simplement pas. L'armée britannique de 1775 ne comporte en effet qu'un peu plus de 45 000 hommes répartis à travers le globe.
En Amérique, les rapports du major général Guy Carleton démontrent qu'il ne dispose plus que de 850 hommes. Ceux du général Thomas Gage, à Boston, indiquent qu'il ne peut compter que sur 8 000 soldats dans des circonstances qui en nécessiteraient à elles seules 25 000. George III, qui est d'ascendance allemande par George Ier, son arrière-grand-père, lequel succéda à Anne Stuart en vertu de l'« Act of Settlement » en ligne protestante, est également électeur du Hanovre, un des nombreux États allemands de l'Empire germanique. Il envoie donc cinq régiments de Hanovriens à Minorque et Gibraltar, soit 2 365 soldats, prendre la relève de quelques-unes de ses troupes régulières anglaises. Puis, il fait appel à 4 000 nouveaux soldats hanovriens par voie de recrutement ; toutefois cette approche n'obtient pas le succès escompté, puisque seules 250 nouvelles recrues répondent à cet appel. Or, dans la situation du roi, cela ne représente que fort peu d'hommes.
Quant à la levée de nouvelles recrues anglaises, Londres préfère n'y point songer, puisqu'elle se révélerait très coûteuse et difficilement réalisable dans de si courts délais. De plus, l'on sait fort bien que bon nombre d'Anglais répugnent à l'idée de combattre leurs frères d'Amérique et qu'une conscription risquerait d'entraîner de sérieux problèmes internes. L'Angleterre doit donc faire appel à une aide extérieure. De telles sollicitations ont déjà porté leurs fruits dans le passé.
George III se tourne alors vers la Hollande ; les alliés prêts à louer des mercenaires se font de plus en plus rares, d'autant plus que ce pays a déjà une dette morale envers les Anglais, comme le fait remarquer l'ambassadeur à La Haye, Joseph Yorke. Toutefois, les Hollandais ne sont guère plus sympathiques à la cause du roi George ; même le plus illustre homme d'État hollandais de cette époque, le délégué de l'Overijsel, le baron von der Capellan, soutient « qu'une république ne devrait jamais apporter son concours dans un conflit qui a pour but la répression de la liberté. » Néanmoins, dans la crainte d'offenser George III, on lui offre très adroitement une brigade, mais à l'unique condition que celle-ci ne combatte pas hors des frontières européennes. Le roi refuse.
Il ne reste donc à l'Angleterre même si les négociations s'annoncent plus longues et difficiles en raison du nombre de traités à conclure, qu'à prêter encore une fois une oreille attentive aux princes allemands. D'autant plus qu'aux lendemains des affrontements de Breed's Hill et Bunker Hill (17 juin 1775), quatre princes allemands, flairant la bonne affaire, ont déjà offert « l'ardeur et le sang de leurs sujets ». Il s'agit du comte Wilhelm de Hesse-Hanau, cousin de George III, du margrave d'Ansbach-Bayreuth, Karl Alexandre, neveu de Frédéric « le Grand » de Prusse, du prince Friedrich de Waldeck, ainsi que du prince Frédéric-Auguste d'Anhalt-Zerbst, frère de la grande Catherine de Russie, dont l'offre généreuse allait dorénavant être scrupuleusement étudiée.

## L’arrivée sur le sol canadien

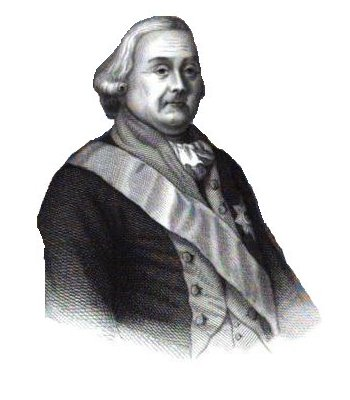
Friedrich Adolphus von Riedesel

Début avril 1776, en partance de Portsmouth, Angleterre, une flotte d'une trentaine de navires fait voile vers Québec. Elle transporte 3 000 hommes et 77 épouses commandés par le major général Friedrich Adolphus von Riedesel. Un navire devance les autres et parvient à destination le 27 mai. Un détachement est immédiatement dirigé vers Trois-Rivières, où il prend part aux escarmouches avec les Américains les 8 et 9 juin. Le gros des troupes arrive en rade de Québec le 1er juin.
Près d'un millier de soldats sont affectés à la consolidation des fortifications de Québec. Les 2 000 hommes restants sont transportés par navires à Verchères, d'où ils entreprennent une marche jusqu'à La Prairie. C'est à cet endroit que Riedesel établit son quartier général. D'autres régiments arriveront d'Europe en août et septembre de la même année. Il y aura donc près de 5 000 Brunswickers au pays à ce moment. Au cours des années suivantes, 5 000 autres mercenaires viendront compenser les pertes (tués au combat, prisonniers, déserteurs, décédés), de sorte que leur nombre moyen au Québec durant la période de la révolution se situera aux environs de 4 000 hommes, et à près de 5 000 durant les dernières années.
L'arrivée à Québec en mai 1778 de 600 soldats de la principauté d'Anhalt-Zerbst mérite d'être mentionnée. Ces militaires arrivent ici sans que le gouverneur Carleton n'en ait été officiellement informé. Avant de les autoriser à mettre pied à terre, il exige que leur quartier-maître retourne à Londres rechercher les papiers nécessaires à leur débarquement trois mois plus tard !

## Rôle dans les campagnes militaires
La première campagne à laquelle les Allemands participent avec les troupes anglaises est celle de l'automne 1776. Le seul engagement qui a lieu est le combat naval du lac Champlain où les canonniers de Hanau concourent à la destruction de la flotte américaine. La seconde campagne, toujours en sol américain, a lieu à l'été et l'automne 1777. Le général anglais John Burgoyne commande une armée d'environ 8 000 hommes, dont 3 958 Allemands sous Friedrich Adolf Riedesel.
Commencée sous de bons auspices avec la prise de Ticonderoga (le fort Carillon de Montcalm), cette campagne se transforme en défaites successives pour se terminer en désastre à Saratoga. Plusieurs milliers de soldats anglais et allemands sont faits prisonniers, dont les généraux Burgoyne et Riedesel et de nombreux officiers.
Hormis deux expéditions mineures en sol américain en 1781, aucune autre campagne ne sera entreprise à partir du Canada entre 1778 et 1783. À la suite d'échanges de prisonniers, bon nombre des mercenaires reviendront graduellement au pays, dont le général Riedesel en septembre 1781.

## Rôle hors des campagnes militaires
Nombreux ont été les soldats affectés à des travaux d'ordre militaire. Ainsi, ils ont travaillé à la réfection des murs de Québec et à la construction des fortifications de l'Île-aux-Noix. À l'été 1780, le régiment d'Anhalt-Zerbst était assigné à la construction de la citadelle temporaire sur les « Cove Fields », et les vestiges existent encore près du kiosque de la Promenade des gouverneurs. Pour un bon nombre d'entre eux, leur participation à cette guerre n'aura consisté qu'à tenir garnison au pays, libérant ainsi des militaires britanniques pour d'autres théâtres d'opération. Enfin, une autre tâche aura été d'agir à titre de policiers et d'agents de contre-espionnage, particulièrement dans la région du Richelieu où les sympathisants aux rebelles américains étaient plus nombreux qu'ailleurs.

## Hivernement au pays
Alors que l'hiver apporte un répit aux opérations militaires se pose le problème du logement des soldats. On commence par utiliser les baraques et édifices publics disponibles. Ceux-ci devenant vite insuffisants, on a recours au billetage chez les habitants des deux rives du Saint-Laurent et du Richelieu. Le cantonnement de ces militaires varie selon les années. Ainsi, ce n'est qu'à l'hiver 1780-1781 que les soldats du Hesse-Hanau sont assignés à des villages de la région de Québec : Saint-Thomas (Montmagny), Berthier, Saint-Vallier, Saint-Pierre, Saint-François, Saint-Nicolas et Québec.
Le billetage chez les habitants se fait à raison de deux ou trois hommes par maison. Les Canadiens qui ont servi durant l'invasion et les campagnes militaires sont exemptés de cette obligation, et ceux dont les autorités anglaises jugent qu'ils n'ont pas fait preuve de loyauté envers leur nouveau roi s'en voient imposer beaucoup plus que les autres : quatre, six ou même plus dans une même demeure. Pour compliquer les choses, les deux premiers hivers se passent sans que soient définis les devoirs et les obligations des militaires et des civils. Pour ajouter aux difficultés, il fallait s'acclimater aux hivers canadiens, souvent sans avoir les vêtements appropriés.

### Relations entre Allemands et Canadiens
Ni les soldats ni les habitants qui les logeaient n'ont laissé d'écrits sur les comportements réciproques de chacun. Les archives de l'époque font toutefois état de doléances adressées au gouverneur par des habitants, qui se plaignent de vols et de mauvais traitements de la part de soldats et d'abus de pouvoir de la part d'officiers. Compte tenu que ces troupes ont passé sept hivers sur place, ces cas ont été marginaux. D'ailleurs, les règles de la discipline allemande étaient très rigoureuses. On rapporte que le vol d'une cuillère (en argent) valut à son auteur cinquante fois le bâton. Les archives militaires et publiques, par contre, contiennent de nombreux récits d'officiers allemands et de capitaines de milice canadienne. Il en ressort que, dans l'ensemble, les deux groupes firent bon ménage.
Maîtrisant pour la plupart assez bien le français, il était plus facile aux officiers et hauts gradés de s'intégrer à la vie sociale de la classe dirigeante où ils étaient cantonnés. L'un d'eux rapporte que lui et ses compagnons ont eu droit à des fêtes données par le seigneur de Sainte-Anne-de-la-Pérade en son manoir durant l'hiver 1776-77. Il ajoute que lui et deux autres gradés ont servi de père à trois futures mariées lors d'une célébration tenue à l'église de Sainte-Anne. Ils dînèrent ensuite avec le curé, puis furent invités à des réjouissances dans les demeures des mariés et eurent droit à toute une série de petites attentions, courtoisies etc. ; « nous fûmes considérés par les bonnes gens de Sainte-Anne comme des leurs ».
Il est fort peu probable que les simples soldats aient vécu de telles expériences. Toutefois, à en juger par cet écrit du chef de l'artillerie du Hesse-Hanau, qui s'applique sans doute autant aux officiers qu'aux soldats, « Je suis parfaitement content, car on trouve les consolations désirables avec les dames et les demoiselles canadiennes ; pour cette raison et en leur compagnie, on est heureux et satisfait. » On pourrait croire qu'une fois les difficultés d'adaptation réciproque aplanies, Allemands et Canadiens ont assez rapidement fait bon ménage. Ce constat est corroboré par le fait que bon nombre de ces militaires avaient obtenu leur licenciement avant la fin de la guerre et uni leur destinée à une canadienne comme conséquence des nombreux billetages chez les habitants.

## Retour en Allemagne
La signature d'un traité de paix préliminaire en novembre 1782 aboutit à la cessation des hostilités en mars 1783. En juin suivant arrive l'ordre du retour en Allemagne. Riedesel et une partie de ses troupes quittent Québec au début d'août. Fait à signaler, après une longue attente au Bic, des vents favorables permettent d'atteindre les ports anglais en 18 jours seulement. À leur arrivée en Allemagne, ces troupes sont accueillies avec grand enthousiasme par certains princes et leur population. Pour plusieurs, d'autres missions dans d'autres contrées les attendront.

## Apport démographique

Sort des soldats allemands à l'issue de la Guerre d'indépendance :
- bleu : morts d'accidents ou de maladie : 6 354
- vert : établis sur place (Canada et États-Unis) : 4 972
- orange : tués au combat : 1 200
- rouge : revenus en Europe : 17313

De ces 30 000 hommes envoyés en Amérique, 10 000 fouleront le sol canadien et environ 2 400 d'entre eux décideront d'y faire souche, dont 1 300 à 1 400 au Québec. Comme pour mieux se fondre dans leur nouvelle identité canadienne, plusieurs Allemands transformeront leurs patronymes. Difficiles à prononcer, certains noms se métamorphosent : les Koch deviennent Caux, les Beyer Payeur, les Schumpff Jomphe. D'autres noms connaissent une traduction pure et simple : les Zimmerman deviennent ainsi des Carpenter, Froebe des Frève et les Vogel des L'Oiseau. D'autres, encore plus difficilement modifiables, subissent peu ou pas du tout de changements.
On retrouve dans cette catégorie les Hoffman, les Wagner, les Grothe, les Heineman, les Wolff, les Wilhelmi, etc. Comme dans certains dialectes allemands, les prononciations «B» et «P» s'entremêlent et les Bohle deviennent Pôle, les «J» se substituent aux «Y» et les Yurgens deviennent Jurgens.
Mais pour les patronymes allemands qui subissent une francisation, qui viennent de pays francophones ou qui résultent d'une infiltration française comme ce fut le cas dans le Haut et le Bas-Rhin en Moselle ou en Sarre, il deviendra très difficile pour le chercheur généalogiste, d'imaginer que ces noms furent un jour ceux de mercenaires allemands. Voici des noms que l'on retrouve dans cette catégorie : les Andre, les Albert, les Berger, les Besette, les Bernard, les Bouchard, les Allaire, les David, les Hebert, les Faille, les Ferdinand, les Frederic, les Gabriel, les Gallant les Gagné, les George, les Gervais, les Gille, les Guerrard, les Hamel, les Hinse, les Hotte, les Hubert, les Jacques, les Lamarre, les Lambert, les Laparé, les Lemaire, les Léonard, les Lessard, les Lettre, les Maher, les Maheu, les Maillé, les Major, les Martin, les Miller, les Olivier, les Pagé, les Paul, les Piquette, les Plasse, les Raymond, les Rose, les Saint-Pierre, les Tyserre, les Viger, etc.
Il faut cependant noter que bien que ces patronymes furent un jour ceux d'un ou plusieurs soldats allemands immigrés au Québec, ceux qui les portent ne descendent pas nécessairement de ces mercenaires. Prenons à titre d’exemple le patronyme Gagné : même si ce mercenaire immigra au Canada à la fin du conflit, cela ne signifie pas pour autant que tous les « Gagné » du Québec soient descendants de l’un de ces mercenaires allemands. Même phénomène pour les anglophones : les Arnold, les Baker, les Bowmann, les Brown, les Bush, les Carl, les Duff, les Fisher, les Frank, les Fraser, les Hill, les Hoppe, les Hunter, les John, les Krafft, les Lange, les Lowe, les Ludwig, les Mauck, les Moro, les Page, les Peters, les Russel, les Sander, les Sayer, les Schmidt, les Schutt, les Steiger, les Stone, les Thomas, les Young, les Ziegler et une foule d'autres patronymes.

## Apport culturel et économique des mercenaires allemands
À la lumière de cet apport allemand à la population canadienne, il est permis de mettre en doute l'idée d'homogénéité dont on a tant parlé à ce jour. En effet, dès juin 1945, Gabriel Nadeau avait écrit dans les Mémoires de la Société généalogique canadienne-française :
« On a dit, avec raison peut-être, que nous étions le seul peuple au monde qui eût de ses origines une connaissance exacte. Mais, si les origines de la race canadienne-française ont été étudiées avec soin, il n'en est pas de même des apports si nombreux, étrangers et autres, dont elle s'est enrichie depuis deux siècles. Pour cette raison, l'idée qu'on se fait en général des Canadiens est celle d'une race parfaitement homogène, libre d'alliages et qui s'est gardée telle, tout au long de son histoire. Cette idée n'est juste que pour la plus grande partie du Régime français, car il y a eu chez nous dans le passé des apports étrangers qui ne sont pas négligeables et ces apports n'ont pas discontinué... Les apports étrangers commencèrent véritablement à la fin du Régime français. Peuple cloîtré jusque-là, pour ainsi dire, les Canadiens virent tout à coup se planter au milieu d'eux, un nombre considérable d'hommes qui ne venaient pas de France. »
Plus d'une soixantaine d'années se sont écoulées depuis ces propos de M. Nadeau et très peu d'études exhaustives ont encore été menées sur le rôle important des mercenaires allemands. Important bien sûr par leur nombre, mais surtout par la qualité de cette immigration. En effet, la population canadienne de 1783 a un niveau d'instruction relativement bas, en raison du départ de ses intellectuels et de ses commerçants après la défaite française de 1760. La population rurale représente environ 80 % de l'ensemble des citoyens.
Or, cette immigration de soldats qualifiés, ne serait-ce que par la riche expérience acquise au sein de cette armée des plus disciplinées, joue un rôle remarquable sur le plan économique et social canadien. Médecins de compagnies, marchands de toutes sortes, hommes aux métiers les plus variés, musiciens, etc., enrichis de cette expérience militaire, occupent des postes de confiance des plus diversifiés et contribuent à l'essor du pays par la pratique de leur art.
Au Québec seulement, mentionnons la contribution de Friedrich Glackemeyer, fondateur de la Société harmonique de Québec et premier musicien professionnel du Canada. Anthony von Iffîand met sur pied à Québec la première école d'anatomie du Canada. Henry Lodel est le premier licencié du premier bureau d'examinateurs en médecine de Montréal et son fils Pierre-Charles avec Barthélemy Joliette le cofondateur de la ville de Joliette. Jean-Joseph Troestler dirigea un des plus importants commerces de fourrures à l'ouest de Montréal et sera élu député de York quelques années plus tard.
La maison Troestler demeure l'un des plus beaux monuments légués par les mercenaires allemands. Christian Heinmann pour sa part se verra confier le développement, le peuplement et l'administration de la seigneurie de Berthier. William Edmond Blumhart fonda à Montréal, le 15 octobre 1884, le journal La Presse, qui sera à une certaine époque le plus grand quotidien de langue française d'Amérique. Quant à la dynastie des Hart, de nombreux auteurs ont décrit et vanté leurs entreprises aux Trois-Rivières.

## Friedrich Adolf Riedesel

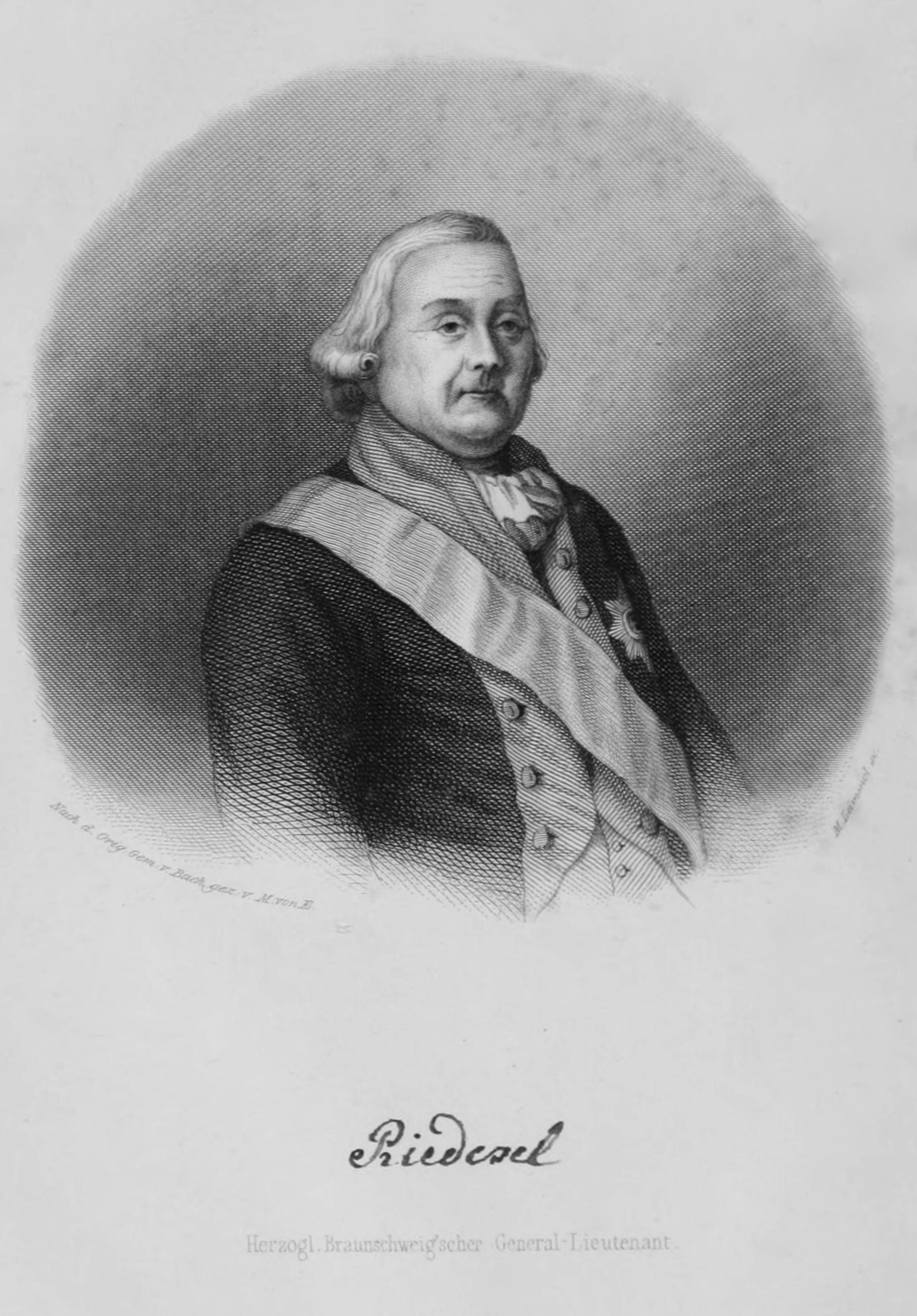
Friedrich Adolf Riedesel (1738-1800), gravure de 1856.

Le baron Friedrich Adolf Riedesel était le chef suprême des mercenaires allemands au Canada. Issu d'une famille de barons, le général est qualifié de brillant soldat, d'esprit fin et cultivé. Arrivé en juin 1776, il passe l'hiver 1776-77 à Trois-Rivières, ses troupes étant cantonnées dans les villages des deux bords du Saint-Laurent, en amont de Sainte-Anne-de-la-Pérade. À l'automne 1777, il est fait prisonnier par les Américains. À son retour en septembre 1781, il prend le commandement de la région stratégique du Richelieu, avec résidence à Sorel.
La baronne Friederike Riedesel, également de souche aristocratique, femme cultivée et raffinée, part rejoindre son mari en mai 1776. Elle est accompagnée de ses trois enfants, dont la dernière n'a que deux mois, ainsi que d'un fidèle serviteur. À la suite d'une série de mésaventures en Angleterre, elle doit retarder au printemps suivant son départ pour le Québec. Après deux mois en mer, la baronne débarque à Québec le 11 juin 1777. Invitée à dîner par Lady Maria, l'épouse du gouverneur Carleton, elle repart le même jour pour Chambly où se trouve le général. On admirera la détermination de cette femme qui, toujours avec ses enfants, n'hésite pas à faire le trajet Batiscan-Trois-Rivières en canot d'écorce sur le fleuve plutôt que d'attendre la disponibilité d'une calèche. Elle rédige un journal détaillé de son « voyage professionnel » qui l'amènera à partager la captivité de son mari et de ses hommes après la défaite de Saratoga.
C'est la baronne Riedesel qui introduit au Québec l’une de ses plus anciennes traditions : celle du sapin de Noël. En effet, récemment libérés par les rebelles, le général Riedesel et sa famille viennent tout juste d'emménager dans leur nouvelle demeure de Sorel, alors que le gouverneur lui a confié le poste de chef militaire de cette région. En cette veille de Noël de 1781, les Riedesel ont pensé inviter quelques officiers anglais et amis afin de renouer et de célébrer ensemble cette nuit de Noël. Bien que par égard aux officiers anglais, l'on ait recours au fameux « pudding anglais de Noël», la fête revêt avant tout un cachet typiquement allemand et un sapin illuminé décore la pièce, au grand étonnement des invités. Après les explications de Madame Riedesel sur le symbole du sapin illuminé de bougies et de ses décorations de fruits divers, on distribue aux convives biscuits et friandises comme l'exige la coutume. À l'insu des Riedesel et de leurs invités, vient de naître l'une des traditions canadiennes les mieux enracinées.
En 1981, pour le bicentenaire du premier sapin de Noël illuminé au Canada, le gouvernement canadien, représenté par son ministre responsable de la Société canadienne des postes, M. André Ouellet, a dévoilé sur le site même, en présence du consul allemand, Madame Hélène Schoettle, du président du Conseil des Arts germano-canadien, Monsieur Aksel Rink, de l'artiste responsable et de nombreux autres invités, trois nouveaux timbres canadiens.
Sur une note un peu plus légère, Santa-Claus, les marinades et les viandes fumées sont elles aussi des coutumes canadiennes d'origine allemande.

## Un événement historique national

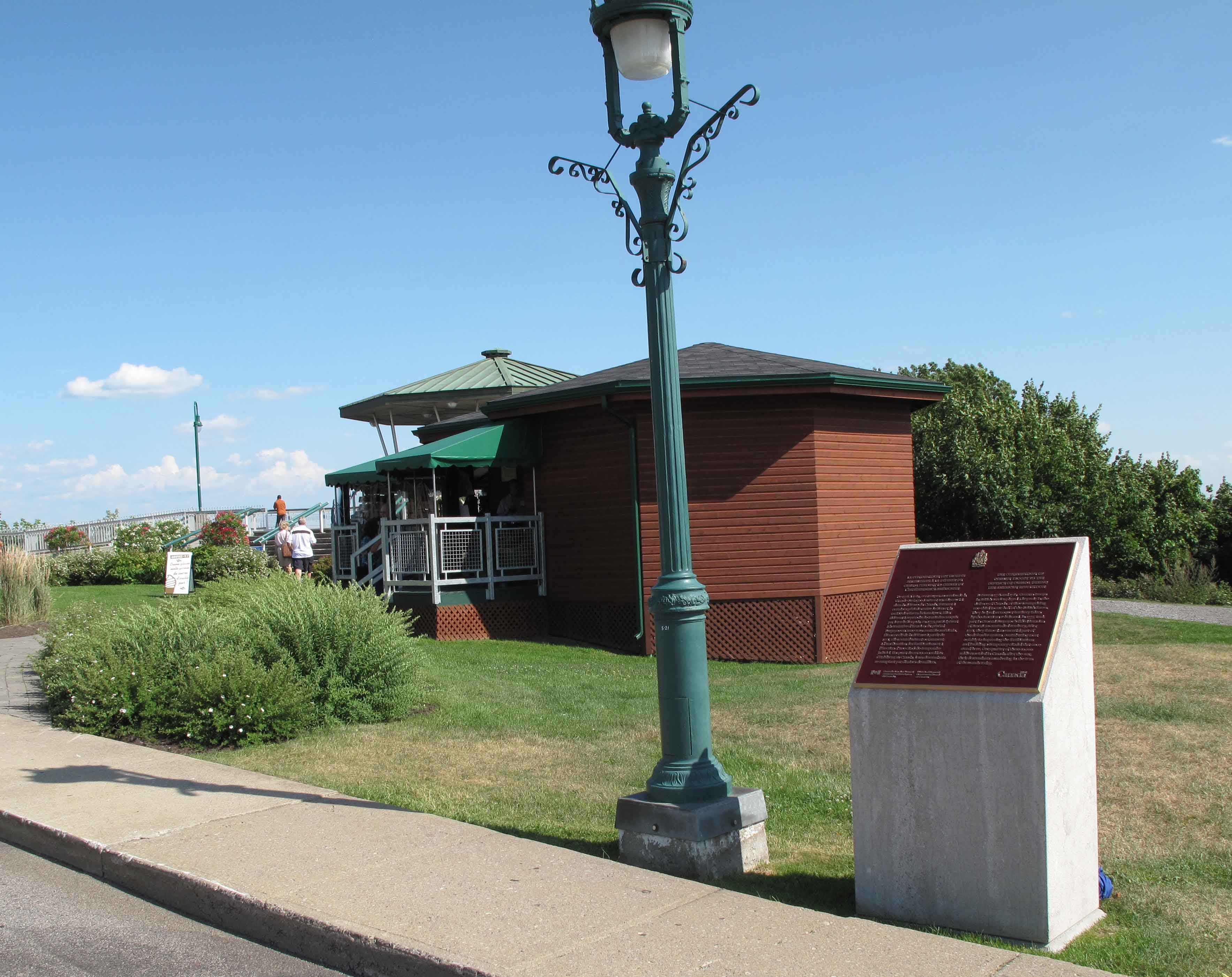
Plaque érigée sur les plaines d'Abraham afin de souligner la contribution des mercenaires allemands à la défense du Québec lors de la révolution américaine, 1776-1783.

En septembre 2004, un comité ad hoc (composé de Richard G. R. Brabander, coordonnateur du Comité consultatif ad hoc de la communauté germanophone de Montréal et ancien président (1985-1987) de la Société allemande de Montréal, Roger Vallières, président de la Société historique de Québec et Aylmer Baker, président de l'association des familles Ebacher-Baker) a présenté une demande de désignation à la Commission des lieux et monuments historiques du Canada. Le 8 juin 2007, le comité ad hoc recevait une lettre du ministre de l'Environnement, John Baird qui se lisait comme suit : 
|Lors de sa réunion de décembre 2005, la Commission des lieux et monuments historiques du Canada a examiné l'importance historique nationale de la contribution des troupes allemandes à la défense du Canada pendant la guerre de l'Indépendance américaine et a recommandé sa désignation. Je suis heureux de vous informer que j’ai récemment désigné la contribution des troupes allemandes à la défense du Canada pendant la guerre de l'Indépendance américaine (1776-1783) à titre d'événement historique national.
Le 28 août 2009, le gouvernement du Canada reconnaissait officiellement la contribution de ces mercenaires allemands à la défense du Québec pendant la révolution américaine en dévoilant une plaque commémorative lors d’une cérémonie protocolaire au Cercle de la garnison de Québec. Quelques semaines plus tard elle fut érigée sur les Plaines d’Abraham.

## Ressources documentaires
- Association des familles d'origine germanique (L'AFOGQ) 5-861, avenue Calixa-Lavallée Québec (Québec) G1S 3H2 Tel. : 418 454-1776. Claude Kaufholtz-Couture, président de l'AFOGQ. www.afogq.com; Parution en juin 2013 d'un ouvrage intitulé : Dictionnaire des souches allemandes et scandinaves au Québec, Éd. Septentrion, 2013, par Claude Kaufholtz-Couture et Claude Crégheur.
- Dominique Ritchot, Les troupes allemandes et leur établissement au Canada 1776 - 1783, Longueuil, Éditions historiques et généalogiques Pepin (Institut généalogique Drouin), 2011.
- Virginia Easley DeMarce, The Settlement of Former German Auxiliary Troops in Canada after the American Revolution (German Military Settlers In Canada After the American Revolution), Sparta WI, Joy Reisinger, publisher, 1984.
- Johannes Helmut Merz (1924-2006), The Hessians of Quebec, Hamilton, Ont., 2002.
- Johannes Helmut Merz (1924-2006), The Hessians of Upper Canada, Hamilton, Ont., 1997 (Updated & rev. 2005).
- Johannes Helmut Merz (1924-2006), The Hessians of Nova Scotia, Hamilton, Ont., 1993.
- Johannes Helmut Merz (1924-2006), Register of German Military Men Who Remained in Canada after the American Revolution, Updated & rev, Hamilton, Ont., 1995.
- Johannes Helmut Merz (1924-2006), Guide to help you find your Hessian Soldier of the American Revolution, Hamilton, Ont., 1999.
- http://lists.rootsweb.ancestry.com/index/other/Military:_US_Revolution/QUEBEC-HESSIANS.html (liste d'entraide, sur abonnement, gratuit, bilingue français / anglais).
- Johannes Schwalm Historical Association, Inc. P.O. Box 127, Scotland, PA 17254-0127 USA.
- Public Record Office Richmond, London TW9 4 England.

## Sources
- Wilhelmy, Jean-Pierre, Les Mercenaires allemands du Québec au XVIIIe siècle et leur apport à la population, Beloeil, Maison des Mots, 1984; Québec, Septentrion, 1997; Québec, Septentrion, 2009.
- Wilhelmy, Jean-Pierre, German mercenaries in Canada, Beloeil, QC : Maison des mots, c1985.
- Wilhelmy, Jean-Pierre,  Soldiers for Sale: German "Mercenaries" with the British in Canada during the American Revolution (1776-83), Baraka Books, 2012.